# 2006年日惹地震
2006年日惹地震发生在2006年5月27日印尼当地时间5时54分（格林尼治標準時間26日22时54分），震中位于爪哇島南部日惹市南方的印度洋中，震级为6.3級。大约5百万人居住在离震中50公里以内的区域，确认的伤亡在2006年5月28日已达到数千人。受地震影响，默拉皮火山的活动也加剧了。此次地震為爪哇島上的斷層受到2004年印度洋大地震以及2005年蘇門答臘地震劇烈影響，引發地底下斷層水平錯動所致。

## 引用
1. 1 2 3  ISC, , Version 2.0, International Seismological Centre, 2015  [2018-09-10], （原始内容存档于2016-11-25）
2. ↑  Murakami, H.; Pramitasari, D.; Ohno, R.  (PDF). The 14th World Conference on Earthquake Engineering, October 12–17, 2008, Beijing, China. 2008  [2018-09-10]. （原始内容存档 (PDF)于2016-03-04）.
3. ↑  Elnashai et al. 2006，第18頁
4. 1 2 3  USGS, , Version 2008_06.1, United States Geological Survey, September 4, 2009  [2018-09-10], （原始内容存档于2020-03-13）